# Dudu Topaz

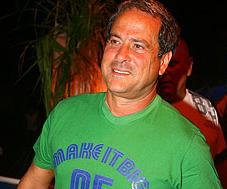
Dudu Topaz, 2006

Dudu Topaz (auch: Dudu Topas oder Doudou Topaz, hebräisch דודו טאפאז; * 20. September 1946 in Haifa als David Goldenberg; † 20. August 2009 in Ramla) war ein israelischer Schauspieler, Fernsehmoderator, Talkmaster und Entertainer, eine schillernd-zwiespältig-exzentrische Persönlichkeit und zu seinen besten Zeiten als der König der Einschaltquote in Israel bekannt.

## Leben

### Der Weg zum Erfolg
Nach seinem Militärdienst studierte Dudu Topaz Schauspiel in London und nahm nach seiner Rückkehr Rollen am Theater in Haifa an und tourte mit diversen Shows quer durchs Land. Seine erste TV-Präsenz hatte er im Rahmen eines Bildungsprogramms als Englisch-Lehrer. In den achtziger Jahren war er häufig zu sehender TV-Moderator im ersten TV-Kanal des öffentlichen Fernsehens und die zentrale Figur einiger erfolgreicher Bühnen-Comedy-Shows.
1981 erlangte Dudu Topaz traurige Berühmtheit, als er sich während einer Konferenz der israelischen Arbeiterpartei in sehr abfälliger Weise über orientalische Juden äußerte. In der Folge wurde er praktisch von jedermann gemieden und für beinahe drei Jahre aus allen Fernseh- und Rundfunk-Kanälen verbannt. Die Zeit nutzte er zur Ausarbeitung neuer erfolgreicher Comedy-Shows.
In den 1990er Jahren war er der Moderator der populären Freitagabend-"Raschut-Habidur" (dt.: "König der Unterhaltung")-Show, die bis zum Jahr 2004 auf dem zweiten Kanal des Privatfernsehens lief und eine der meistgesehenen Unterhaltungssendungen des Landes war. Er entwickelte eine sehr enge und emotionale Bindung an sein Publikum, war hochangesehen und genoss großes Vertrauen. Auch galt er zu dieser Zeit als sexiest man in Israel. Zugleich war er in höchstem Masse selbstverliebt, ängstlich und verletzlich, reagierte aggressiv und unberechenbar auf die leiseste Kritik. 1995 attackierte er den TV-Kritiker Meir Schnitzer, verletzte ihn und zerbrach dessen Brille – als Reaktion auf eine unvorteilhafte Besprechung. In den späten 1990er Jahren wurde er auch als Drogenkonsument bekannt. 2002 biss Dudu Topaz dem argentinischen Telenovela-Star Natalia Oreiro in den Arm. Für diese und andere bekannt gewordenen sexistischen Ausfälle und auch Übergriffe kritisiert, zeigte er keinerlei Reue.
Nach dem Ende der erfolgreichen "Raschut-Habidur-Show" 2004 wirkte Dudu Topaz noch als Moderator diverser Shows auf verschiedenen Kanälen, verkündete aber im Mai 2007, sich fortan der Schauspielerei und dem Dokumentarfilm widmen zu wollen.

### Abstieg, Verhaftung und Tod
Während vieler Jahre war Dudu Topaz eine in Israel landesweit bekannte und sehr populäre Persönlichkeit. Nach Auslaufen seiner erfolgreichen Sendung 2004 gelang es ihm immer weniger, im Fernsehen Erfolg zu haben. Schließlich konnte er überhaupt keinen Zugang zum Fernsehen mehr gewinnen, trotz zahlloser Versuche und immer neuer Vorschläge für verschiedene TV-Formate, die er bei konkurrierenden Sendern zu platzieren versuchte. Nicht nur diese Vorschläge wurden zurückgewiesen, sondern auch seine Angebote, Gast-Kolumnen für diverse Zeitungen zu schreiben. Der anhaltende Misserfolg verleitete ihn dazu, in illegalen Mitteln Zuflucht zu suchen, so engagierte er u. a. Schlägertrupps aus mafiösen Strukturen, die verschiedene TV-Verantwortliche unter Druck setzten sollten, ihn erneut zu engagieren und ihm abermals einen Zutritt zum Fernsehen zu ermöglichen. In der Folge wurden die TV-Direktoren bzw. -Produzenten Avi Nir und Shira Margalit sowie Boaz Ben-Zion, ein TV-Show-Agent, im Jahr 2008 das Ziel von Attacken: Sie wurden nicht nur am Telefon mit dem Tod bedroht, sondern auch von Unbekannten niedergeschlagen und zum Teil schwer verletzt. Auch soll ein Auftrag existiert haben, das Gesicht Shira Margalits mit Säure zu zerstören. Attacken auf andere Fernsehgrößen, die er für seinen Niedergang verantwortlich machte, hatte er bereits geplant.
Im Mai 2009 wurde Dudu Topaz von der israelischen Polizei verhaftet und in das Abu Kabir-Gefängnis in Tel Aviv eingewiesen, wo er sich im Juni in der Zelle mit Insulin umzubringen versuchte. Ein zweites Mal gelang es den Behörden nicht, den Suizid zu verhindern: Im Nitzan Detention Center in Ramla, wohin Dudu Topaz während der Vorbereitung seines Gerichtsverfahrens mittlerweile verlegt worden war, wurde er am 20. August 2009 gegen 7:00 Uhr morgens von einem Wächter in einer Duschkabine – dem einzigen Raum ohne Videoüberwachung – tot aufgefunden. Dort hatte er sich mit dem Elektrokabel eines Siedekessels im Sitzen an der Armaturenbefestigung der Dusche erhängt.
Bereits einen Tag nach seinem gewaltsamen Tod wurde Dudu Topaz unter Anteilnahme von Hunderten von Menschen auf dem Hayarkon-Friedhof in Tel Aviv begraben. Er hinterlässt drei Söhne und einen Bruder.